# Harijána
Harijána (hindi nyelven: हरियाणा, pandzsábi: ਹਰਿਆਣਾ, IPA: [hərɪjaːɳaː]) egy észak-indiai állam. Pandzsáb államból vált ki 1966-ban. Északon Pandzsáb és Himácsal Prades, nyugaton és délen Rádzsasztán, keletről Uttarakhand és Uttar Prades határolja; keleti határát a Jamuna folyó határozza meg. Három oldalról körülveszi Delhit, ezzel a fővárosi terület északi, nyugati és déli határát formálja. Harijána fővárosa Csandigarh, ami szövetségi terület és egyben Pandzsáb fővárosa is. Gurgáon városa fontos ipari és információtechnológiai központ, itt található India legnagyobb autógyára, a Maruti Udyog Limited. Panipat, Pancskula és Faridábád városok szintén fontos iparvárosok. Harijána államban jelentős az acél- és textilipar, a búza- és tejtermelés.
Az állam neve „Isten lakóhelyét” jelenti, a Hari (Visnu hindu isten egy neve) és ajána (otthon) szavakból ered.